# 抢夺罪

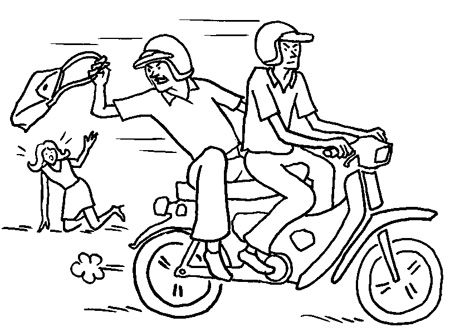
飛車搶劫示意圖

抢夺罪是一項刑事罪名，指乘人不備公然奪取他人財物，屬於財產犯罪的一種，其嚴重程度介於「竊盜罪」與「罪」之間。

## 中華民國
《中華民國刑法》第325條：
意圖為自己或第三人不法之所有，而搶奪他人之動產者，處六月以上五年以下有期徒刑。
實務上認為，搶奪罪需乘人不及抗拒而為之，但未必達到不能抗拒的程度；若行為已明顯違反被害人意願而以強暴、胁迫等手段實施者，則將落入強盜罪的範圍，不再以搶奪論處。

## 中華人民共和國
根据《中华人民共和国刑法》规定，抢夺的定义为：是指以非法占有为目的，乘人不备，公然夺取他人数额较大的公私财物的行为。与抢劫罪不同之处就在于：本罪只侵犯公私财物的所有权，而不危害人身安全，属单一客体行为。而抢劫罪则是带有暴力、胁迫的手段去劫取财物。
搶奪罪的惩罚为：

1. 犯本罪的，处三年以下有期徒刑、拘役或者管制，并处或者单处罚金；
2. 数额巨大或者有其他严重情节的，处三年以下有期徒刑，并处罚金；
3. 数额特别巨大或者有其他特别严重情节的，处十年以上有期徒刑或者无期徒刑，并处罚金或者没收财产。
4. 携带凶器抢夺的，依照本法第263条关于抢劫罪的规定定罪处罚。